# Базарсадын Жаргалсайхан
Базарсадын Жаргалсайхан (род. 20 августа 1959, Улан-Батор, Монгольская Народная Республика) — монгольский политический деятель, депутат Великого государственного хурала в 2004—2008 годах, бывший член кабинета министров, министр торговли и промышленности (2006), лидер Республиканской партии Монголии, бывший заместитель председателя партии «Гражданская воля — Республиканская партия». Основатель и владелец холдинговой компании «Буян».

## Биография
Базарсадын Жаргалсайхан родился 20 августа 1959 года в Улан-Баторе, он хотел стать физиком-ядерщиком.

### Образование
В 1982 году окончил Иркутский университет СССР, высшее образование он получил в Восточной Германии, где занимался мелким предпринимательством.

### Деятельность в 80-е
С 1982 до 1984 он был рабочим в корпорации «Говь», следующие 4 года занимался частным бизнесом. В период с 1988—1989 он был директором кооператива «Буян», до 2004 года занимал должность главы компании с тем же названием. Стал первым монгольским миллионером.

### Политическая деятельность
Во время конца эпохи МНР он поддержал демократов, позже он пытался пройти в парламент от Монгольской капиталистической партии, также называемой Монгольской буржуазной (1992—1997) и Монгольской республиканской партии (1997—2008; 2016 — н.в.). В 2004 году он избрался в Великий государственный хурал в 70-м округу, на сессих которой он критиковал крупнейшие партии страны, а позже вошёл в правительство, став министром торговли и промышленности Монголии. В 2005 году баллотировался на пост президента Монголии, занял третье место получив 129 147 голосов избирателей или 14,1 %. В 2008 году был арестован по подозрению в организации массовых беспорядков в столице Монголии.